# Oreastreptus sanborni
Oreastreptus sanborni är en mångfotingart som beskrevs av Hoffman 1956. Oreastreptus sanborni ingår i släktet Oreastreptus och familjen Spirostreptidae. Inga underarter finns listade i Catalogue of Life.